# Belopolți, Haskovo
Belopolți (în bulgară Белополци) este un sat în comuna Ivailovgrad, regiunea Haskovo,  Bulgaria. 

## Demografie
Componența etnică a satului Belopolți
     Turci (9,73%)
     Nicio identificare (90,26%)
     Altele (0%)
La recensământul din 2011, populația satului Belopolți era de 298 locuitori. Nu există o etnie majoritară, locuitorii fiind  și turci (9,73%). Pentru 90,26% din locuitori nu este cunoscută apartenența etnică.